# Jay Leno
James Douglas Muir Leno (New Rochelle, New York, 1950. április 28. –) amerikai humorista, az NBC televíziós csatorna The Tonight Show című műsorának házigazdája. Andoverben, Massachusetts államban nőtt fel, és 1973-ban az Emerson College-on szerzett diplomát beszédterápiából.  Enyhén diszlexiás.

## Élete
Karrierje kezdetén éjszakai klubokban, bárokban és olyan helyeken lépett fel, amelyek hajlandóak voltak neki akár csak öt percet is adni a színpadon. Alkalomadtán sikerült a televízióba is bejutnia, például vendég volt a Tonight Show-ban, amit akkoriban még Johnny Carson vezetett. Azonban a sztárok világa nem várta tárt karokkal, folytatnia kellett munkáját egyszerű humoristaként, ahol csak lehetőséget kapott rá. Megesett, hogy egyetlen este nyolc vagy kilenc éjszakai klubban is fellépett. Gyakoribb tévészereplésekhez akkor jutott, amikor barátai komolyabb befolyást szereztek a késő éjszakai televíziós programok tartalma felett. Ekkortól rekord számú alkalommal tűnt fel a Late Night with David Letterman című műsorban. Népszerűségére az NBC vezetői is felfigyeltek, és amikor Joan Rivers otthagyta a Tonight Show társműsorvezetői székét, azt Jay Leno kapta meg.
Johnny Carson 1992-es visszavonulásakor hosszú tárgyalások és viták után (az NBC és David Letterman között, akit sokan szerettek volna a show vezetőjeként látni) Jay Leno lett a Tonight Show állandó műsorvezetője.  Röviddel ezek után Letterman szerződést kötött a CBS-szel, elindítva ezzel a késő éjszakai show-műsorok (és a két műsorvezető) közti rivalizálást. Letterman műsora, a Late Show with David Letterman jobban indult, azonban 1995-ben a Tonight Show átvette a vezetést, és azóta is őrzi ezt a pozícióját.
A leginkább szellemességéről ismert Leno érzékenységét is nemegyszer bebizonyította a képernyőn. A szeptember 11-ei terrortámadások utáni első adásban nem volt hajlandó elmondani a műsor elején a szokásos monológot a napi eseményekről. Beszédet mondott a Columbia űrrepülőgép katasztrófája után is. Mindezek tetejében pedig a 2002-es téli olimpia jégtánc versenye után következő napon meghívta a kanadai párost a műsorba, és tiszteletükre kanadai zászlót lengetve lejátszotta az O Canadá-t.

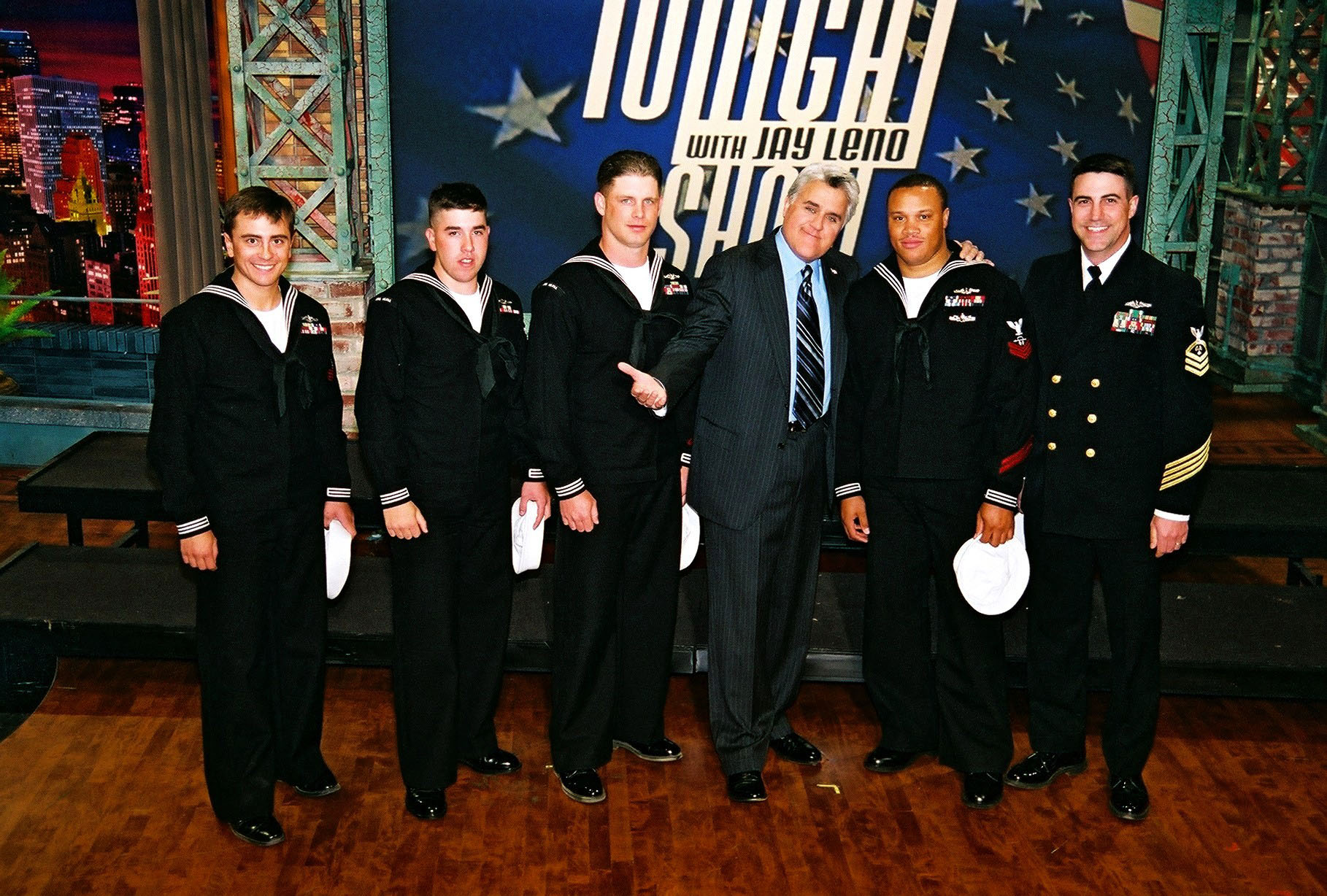
Jay Leno katonákkal, 2005

1998-ban ő és Kevin Eubanks (a Tonight Show Band vezetője, Jay Leno partnere a műsorvezetésben) meghívást kaptak a WCW Road Wild 1998 birkózó show-ra, ahol Hulk Hogan és Eric Bischoff (a WCW elnöke) ellen birkóztak.
2003. május 12-én Leno helyet cserélt Katie Courickel, aki Matt Lauer társműsorvezetője a Today Show-ban, és így Leno lett a Today Show egyik házigazdája aznap reggel.
A Tonight Show 50 éves jubileumi adásában 2004. szeptember 27-én Leno bejelentette, hogy aktuális szerződésének 2009-es lejártakor visszavonul. Sokak elvárásának megfelelően azt is bejelentette, hogy a Late Night műsorvezetője, Conan O’Brien fogja átvenni a házigazda szerepét.
Michael Jackson 2005-ös perében Leno volt a védelem tanúinak egyike. Azt állította, hogy a vádló telefonon keresztül próbált meg pénzt kikönyörögni tőle, miközben a háttérből hallható volt a gyermek anyja, amint tanácsokat ad a telefonáló fiának. Leno érezte, hogy valami nincs rendben, és jelentette az esetet a rendőrségnek. A vádló azt állította, hogy csak egy üzenetet hagyott Leno üzenetrögzítőjén, de vele nem beszélt.
Mindezek miatt a per kezdetekor Lenónak nem volt szabad a Jackson-ügyről beszélni, arról vicceket mondania – azonban írnia lehetett és ezt meg is tette: a szövegeket egy beugró olvasta fel helyette. Ezek után a bíróság engedélyt adott neki, hogy felhasználja a pert a műsorában mindaddig, amíg az ő személyes szerepe nem kerül szóba.
Leno autós körökben gyűjtőként és restaurátorként egyaránt nagy ismertségnek örvend. Rengeteg régi autója van,  amelyeket szabadidejében bütyköl és rendszeresen használja is őket lakása és a stúdió között.  Rovatot vezet a Popular Mechanics című magazinban és nagy rajongója a különböző járműveknek, támogatja az ez irányú oktatást is. Mostanában árverezte el a show több vendége által dedikált Harley-Davidson motorkerékpárját, és a befolyt összeget (800 000 dollárt) a 2004-es indiai-óceáni földrengés és cunami áldozatainak megsegítésére adományozta.
Popular Mechanics című magazinon kívül cikkeket, videókat közöl saját autós honlapján (jaylenosgarage.com), amelyen minden héten a saját gyűjteményéből mutat be egy-egy darabot, ill. tanácsot ad autóápolás, restaurálás, környezetvédelem kérdésekben. Ezen honlapon videókat nézhet meg az érdeklődő régi klasszikus autócsodákról, saját tervezésű koncepció járművekről, motorkerékpárokról, sport- és "musclecar"-okról, gőzhajtásos- és elektromos automobilokról, a mai kor "super" autóiról, még régi bánya felvonó gőzmotorokról is. Röviden minden, ami motor, abban Jay érdekelt és otthon van.